# أبو المواهب الشناوي
أبو المواهب الشِّنّاوي (975 - 1028 هـ / 1568 - 1619 م) هو متصوف مصري.
هو أحمد بن علي بن أحمد بن عبد القدوس ابن محمد الشناوي أبو المواهب المصري ثم المدني الشهير بالحنائي. لقبه الشناوي نسبة إلى شنو وهي قرية بالغربية من مصر. توفي بالمدينة المنورة.

## آثاره
- «الإقليد الفريد في تجريد التوحيد»
- «إفاضة الجود في وحدة الوجود»
- «خلاصة الاختصاص وما للكل من الخواص»
- «فواتح الصلوات الأحمدية في لوائح مدائح الذات المحمدية»
- «التأصيل والتفصيل»[2]